# Operation Allied Harvest
Operation Allied Harvest var en maritim NATO-operation der efterfulgte NATO's luftbombardement af Serbien i 1999. Operationen bestod i hovedtræk af minerydningsfartøjer der bortsprængte ammunition der, af sikkerhedsmæssige årsager, var blevet smidt i Adriaterhavet af koalitionens kampfly.
Operationen blev efterfulgt af Operation Allied Harvest II i 2000 da man ikke havde fundet alt den bortsmidte ammunition, desuden var man begyndt at finde endnu mere ammunition i det nordlige Adriaterhav.

## Baggrund
Allied Harvest var en ren fredstidsmission. Under luftangrebene på Serbien blev de allierede piloter beordret til at smide alle bomber de havde med tilbage fra kampzonen i Adriaterhavet. Af sikkerhedsgrunde var det forbudt at lande med bevæbnede fly i Italien. Ej heller de franske fly der benyttede det franske hangarskib Foch landede med ubrugte bomber. På grund af dette etablerede man i Adriaterhavet et antal "nøddumpnings"-områder. I disse områder der var nøje afgrænset skulle man smide alt ubrugt ammunition. Efter bombetogterne var der flere dødsulykker pga de smidte bomber. En 250 kg bombe detonerede da en italiensk fisker halede den om bord på sin kutter, hvilket resulterede i at fiskeren døde og kutteren sank. Ledelsen i NATO reagerede ved at sende et større antal minerydningsfartøjer til området for igen at gøre området sikkert for fiskere og andre skibe.

## Operationen
Operationen startede den 9. juni 1999 og varede 73 dage. Det afsøgte område var i alt 1.074 kvadratsømil. I løbet af disse 73 dage bortsprang skibene 93 stykker ammunition. De tyske skibe fandt henholdsvis 19 og 13 bomber. Det ældste tyske fartøj, Lindau, fandt elleve. Det sværeste ammunition at bortskaffe var klyngebomberne, da deres indhold var blevet spredt ud over havbunden. Det viste sig ganske svært og tidskrævende at finde alle komponenterne af disse bomber.

## Deltagende enheder
De deltagende enheder var primært en del af Mine Counter Measures Force North Western Europe (MCMFORNORTH, forløberen for SNMCMG1) såvel som MCMFORMED (forgængeren for SNMCMG2).
Nationer og minerydningsskibe der deltog i operationen:
- Deutsche Marine: Lindau (Lindau-klassen), Sulzbach-Rosenberg og Rottweil (Frankenthal-klassen).
- Composante Maritime: BNS Aster (Flower-klassen)
- Royal Navy: HMS Atherstone (Hunt-klassen), HMS Bulldog (Bulldog-klassen), HMS Sandowm (Sandown-klassen)
- Polemikó Naftikó: HS Eyniki (Castagno-klassen)
- Marina Militare: ITS Numana ((Lerici-klassen) samt flagskibet ITS Alpino (Alpino-klassen)
- Søværnet: HDMS Lindormen (Lindormen-klassen), HDMS Makrelen (Flyvefisken-klassen)
- Koninklijke Marine: HNLMS Urk (Alkmaar-klassen)
- Türk Deniz Kuvvetleri: TCG Edninchic (Egin-klassen)

## Andre resultater
Foruden at gøre fiskepladserne sikre at fiske på igen, opdagede minerydningsfartøjerne adskillige antikke vrag. Disse opdagelser stor arkæologisk betydning for området. Enkelte af skibene havde endda fuld last om bord.
Desuden fandt man en del ueksploderet ammunition fra 1. og 2. verdenskrig, hvilket betød at der blev bortskaffet mere ammunition end der faktisk blev smidt under krigen i 1999.

## Eksterne links
- Informationsside om Operation Allied Harvest Arkiveret 12. september 2014 hos  Wayback Machine (engl.)
- Grafik og tal vedr. Operation Allied Harvest Arkiveret 10. august 2007 hos  Wayback Machine (engl)

## Literatur
- Hendrik Killi, "Minensucher der deutschen Marine", Koehlers Verlagsgesellschaft mbH, Hamburg, 2002, ISBN 3-8132-0785-4